# Urawa Red Diamonds 1998
Questa voce raccoglie le informazioni riguardanti gli Urawa Red Diamonds nelle competizioni ufficiali della stagione 1998.

## Maglie e sponsor
Vengono confermate tutte le maglie introdotte nella stagione precedente, da quell'anno prodotte dalla Puma: lo sponsor ufficiale rimane Mirage, modello di autovettura prodotto dalla Mitsubishi.
| Manica sinistra · Maglietta · Maglietta · Manica destra · Pantaloncini · Calzettoni | Manica sinistra · Maglietta · Manica destra · Pantaloncini · Calzettoni |  |

## Rosa
| N. |                        | Ruolo | Calciatore         |
| -- | ---------------------- | ----- | ------------------ |
| 1  | Giappone (bandiera)    | P     | Hisashi Tsuchida   |
| 2  | Giappone (bandiera)    | D     | Nobuhisa Yamada    |
| 3  | Giappone (bandiera)    | D     | Tsutomu Nishino    |
| 4  | Giappone (bandiera)    | C     | Masaki Tsuchihashi |
| 5  | Paesi Bassi (bandiera) | D     | Alfred Nijhuis     |
| 5  | Italia (bandiera)      | D     | Giuseppe Zappella  |
| 6  | Jugoslavia (bandiera)  | C     | Željko Petrović    |
| 7  | Giappone (bandiera)    | A     | Masayuki Okano     |
| 8  | Giappone (bandiera)    | C     | Osamu Hirose       |
| 9  | Giappone (bandiera)    | A     | Masahiro Fukuda    |
| 10 | Giappone (bandiera)    | C     | Yasushi Fukunaga   |
| 11 | Spagna (bandiera)      | C     | Txiki Begiristain  |
| 12 | Giappone (bandiera)    | D     | Takafumi Hori      |
| 13 | Giappone (bandiera)    | A     | Kenji Ōshiba       |
| 14 | Giappone (bandiera)    | C     | Hiromitsu Isogai   |
| 15 | Giappone (bandiera)    | D     | Kōichi Sugiyama    |
| 16 | Giappone (bandiera)    | P     | Yūki Takita        |
| 17 | Giappone (bandiera)    | A     | Yūichirō Nagai     |

| N. |                     | Ruolo | Calciatore         |
| -- | ------------------- | ----- | ------------------ |
| 18 | Giappone (bandiera) | C     | Nobuyasu Ikeda     |
| 19 | Giappone (bandiera) | D     | Hideki Uchidate    |
| 20 | Giappone (bandiera) | A     | Naoto Sakurai      |
| 21 | Giappone (bandiera) | C     | Toshiya Ishii      |
| 22 | Giappone (bandiera) | D     | Shinji Jōjō        |
| 23 | Giappone (bandiera) | D     | Akihiro Tabata     |
| 24 | Giappone (bandiera) | D     | Yoshinori Taguchi  |
| 25 | Giappone (bandiera) | C     | Ken Iwase          |
| 26 | Giappone (bandiera) | C     | Taichi Sato        |
| 27 | Giappone (bandiera) | D     | Atsuo Watanabe     |
| 28 | Giappone (bandiera) | C     | Shinji Ono         |
| 29 | Giappone (bandiera) | D     | Toru Ojima         |
| 30 | Giappone (bandiera) | P     | Koji Homma         |
| 32 | Giappone (bandiera) | P     | Tomoyasu Ando      |
| 33 | Giappone (bandiera) | D     | Ryūji Kawai        |
| 34 | Giappone (bandiera) | D     | Takashi Sambonsuge |
| 35 | Giappone (bandiera) | D     | Takashi Miki       |
| 36 | Giappone (bandiera) | C     | Kenichiro Kashima  |

## Statistiche

### Statistiche di squadra
| Competizione           | Punti | Totale | Totale | Totale | Totale | Totale | Totale | DR  |
| Competizione           | Punti | G      | V      | N      | P      | Gf     | Gs     | DR  |
| ---------------------- | ----- | ------ | ------ | ------ | ------ | ------ | ------ | --- |
| J. League              | 61    | 34     | 22     | 0      | 12     | 62     | 40     | +22 |
| Coppa Yamazaki Nabisco | -     | 4      | 2      | 2      | 0      | 10     | 3      | +7  |
| Coppa dell'Imperatore  | -     | 3      | 2      | 0      | 1      | 7      | 3      | +4  |
| Totale                 |       | 41     | 26     | 2      | 13     | 79     | 46     | +33 |

### Statistiche dei giocatori
| Giocatore      | J. League | J. League |
| Giocatore      | Presenze  | Reti      |
| -------------- | --------- | --------- |
| T. Begiristain | 30        | 9         |
| M. Fukuda      | 17        | 7         |
| Y. Fukunaga    | 31        | 4         |
| S. Jojo        | 22        | -         |
| O. Hirose      | 23        | -         |
| T. Hori        | 4         | 1         |
| N. Ikeda       | 6         | -         |
| T. Ishii       | 32        | 1         |
| Y. Nagai       | 3         | -         |
| A. Nijhuis     | 11        | 2         |
| T. Nishino     | 27        | 2         |
| M. Okano       | 34        | 7         |
| S. Ono         | 27        | 9         |
| K. Oshiba      | 30        | 14        |
| N. Sakurai     | 5         | -         |
| A. Tabata      | 5         | -         |
| Y. Taguchi     | 1         | -         |
| Y. Takita      | 17        | -         |
| H. Tsuchida    | 17        | -         |
| M. Tsuchihashi | 20        | -         |
| A. Watanabe    | 10        | -         |
| N. Yamada      | 34        | -         |
| G. Zappella    | 21        | 3         |